# Rupes Cauchy
Die Cauchy-Furche (Rupes Cauchy) auf dem Mond ist ein 120 km langer Geländeabbruch im Mare Tranquillitatis, der südlich des namengebenden Kraters Cauchy verläuft, der wiederum nach dem französischen Mathematiker Augustin-Louis Cauchy benannt wurde.

## Weblinks

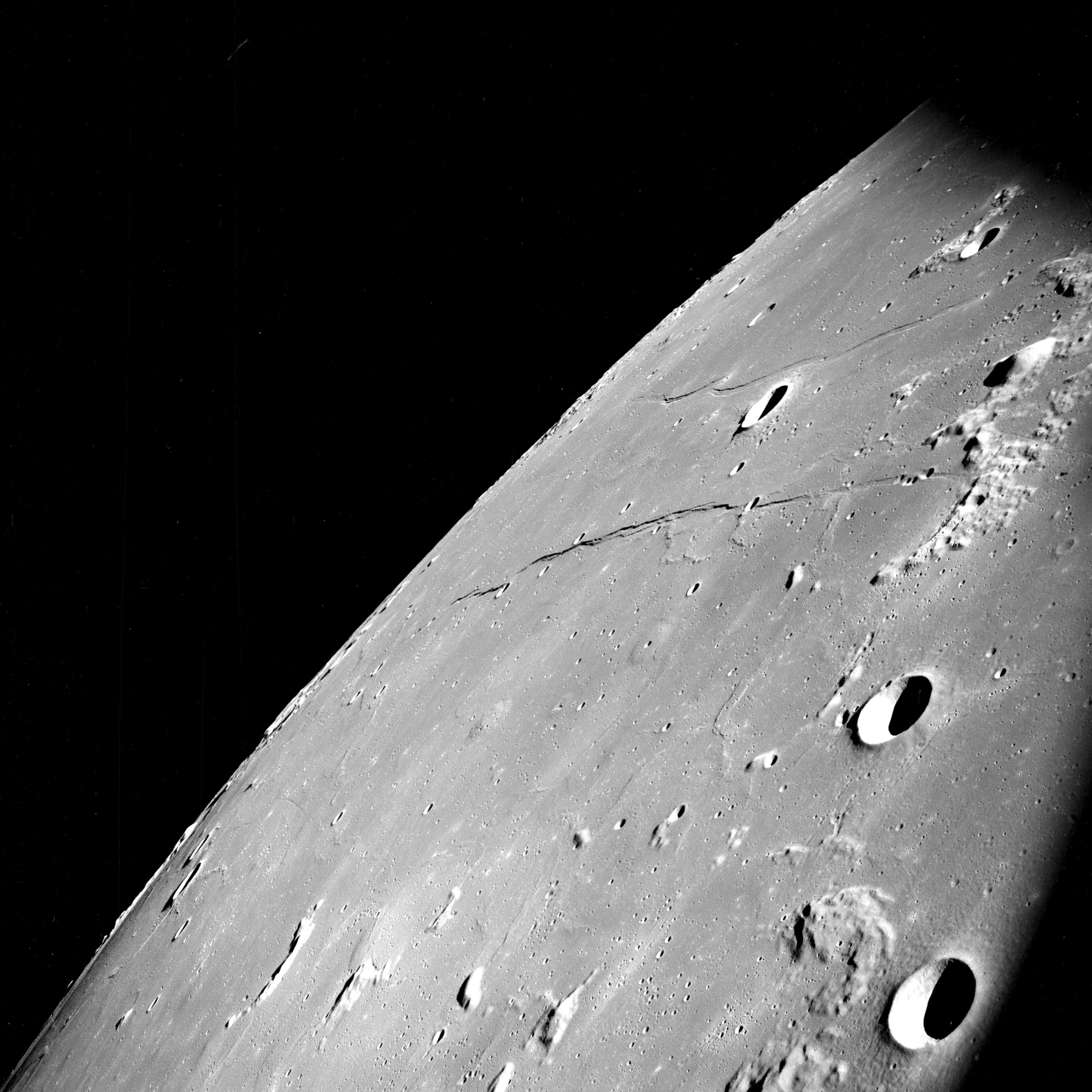
Rupes Cauchy (unten), aufgenommen von Apollo 8.